# Повіт Камо (Сідзуока)
Пові́т Камо́ (яп. 賀茂郡, かもぐん, МФА: [kamo guɴ]) — повіт у префектурі Сідзуока, Японія.